# بخش اسمیت فیلد (شهرستان جفرسون، اوهایو)
بخش اسمیت فیلد (به انگلیسی: Smithfield Township) یک منطقهٔ مسکونی در ایالات متحده آمریکا است که در شهرستان جفرسون، اوهایو واقع شده‌است.
 بخش اسمیت فیلد ۹۷٫۶ کیلومتر مربع مساحت و ۳٬۴۷۳ نفر جمعیت دارد و ۲۹۶ متر بالاتر از سطح دریا واقع شده‌است.